# Nevera del Pinar del Retor
La nevera del Pinar del Retor, en el municipi d'Aín, és un pou de glaç catalogat com Bé immoble de rellevància local (Espai etnològic d'interès local), amb segons la Disposició Addicional Cinquena de la Llei 5/2007, de 9 de febrer, de la Generalitat, de modificació de la Llei 4/1998, d'11 de juny, del Patrimoni Cultural Valencià (DOCV Núm. 5.449 / 13/02/2007), amb codi d'identificació: 12.06.002-007, i tipologia: Edificis industrials i preindustriales, pous de neu.
La gelera es troba en l'inici d'un petit barranc, situat el paratge conegut com a Coll de Barres. Per accedir a ell cal sortir del poble i dirigir-se, per la pista del Corralet direcció Eslida. També pot accedir-se a la nevera pel barranc de la Caritat, passant pel corral de l'horteta i el barranc de l'horteta a l' Ereta, i per la font de l'Ereta a el coll de Mosquera. Des d'aquest punt s'arriba al conegut com a Pinar del Retor, que és on pot veure's la gelera artificial.
L'estat de conservació és regular, ja que amb el pas del temps s'han produït despreniments en les seves parets i la vegetació ha anat envaint el lloc. La nevera és un cilindre de sis metres de profunditat i vuit metres de diàmetre, que té una capacitat d'uns 300 metres cúbics.